# Mancha Real
Mancha Real é um município da Espanha na província de Jaén, comunidade autónoma da Andaluzia, de área 97 km² com população de 10431 habitantes (2004) e densidade populacional de 99,55 hab/km².

## Demografia
| Variação demográfica do município entre 1991 e 2004 | Variação demográfica do município entre 1991 e 2004 | Variação demográfica do município entre 1991 e 2004 | Variação demográfica do município entre 1991 e 2004 |
| --------------------------------------------------- | --------------------------------------------------- | --------------------------------------------------- | --------------------------------------------------- |
| 1991                                                | 1996                                                | 2001                                                | 2004                                                |
| 8415                                                | 8913                                                | 9527                                                | 9674                                                |